# 湯浅奈緒子
湯浅 奈緒子（ゆあさ なおこ）は、社交ダンスのダンサーで、社交ダンス指導員。
当時のパートナーはわたりとしお（現在は”watari”に改名）。アマチュア ラテン部門で1989年～1991年の三年間連続日本チャンピオンに輝く。
映画『Shall we ダンス?』において、社交ダンスの指導振り付けを行っている。
ウッチャンナンチャンの番組ウッチャンナンチャンのウリナリ!!の企画で芸能人社交ダンス部の社交ダンス指導（1996年～2000年）が有名である。パートナーのわたりとしおと共に、社交ダンス部員を熱血指導、番組を盛り上げた。
2000年にわたりとしおが体調を崩し、共に番組を降板している。